# Prusy (przystanek kolejowy)
Prusy – zlikwidowany w 2006 roku i zamknięty w 1970 roku przystanek osobowy w Prusach, w gminie Kocmyrzów-Luborzyca, w powiecie krakowskim, w województwie małopolskim. Został oddany do użytku w 1899 roku przez LKrK.